# بنه کریم
بنه کریم، روستایی از توابع بخش مرکزی شهرستان رامهرمز در استان خوزستان ایران است.
بنه کریم در پانصد متری روستای بنه سهراب قرار دارد

## جمعیت
این روستا در دهستان حومه‌غربی قرار دارد و براساس سرشماری مرکز آمار ایران در سال ۱۳۸۵، جمعیت آن ۲۷۹ نفر (۶۱خانوار) بوده‌است.